# Sotheara Chhim
Sotheara Chhim (* 1967 oder 1968) ist ein kambodschanischer Psychiater, der sich mit den psychischen Auswirkungen der Terrorherrschaft der  Roten Khmer auf die Gesellschaft auseinandersetzt.

## Biographie
Sotheara Chhim erlebte als Kind zwischen seinem achten und zwölften Lebensjahr den Terror der Roten Khmer (1975 bis 1979), durch den ein ganzes Volk nachhaltig traumatisiert wurde und der über zwei Millionen Menschen das Leben kostete. Sotheara Chhim studierte an der Universität für Gesundheitswissenschaften, nach seinem Abschluss im Jahr 1993 beschloss er, als Freiwilliger mit psychisch kranken Patienten in der Provinz Kampong Chhnang zu arbeiten. Im Weiteren studierte er psychosomatische Medizin in New South Wales und schloss sein Studium 2000 mit einem Masterabschluss ab. 2012 promovierte er an der Monash University in Melbourne im australischen Bundesstaat Victoria. Schon gegen Ende seines Studiums registrierte er, dass es in Kambodscha praktisch keine Ressourcen für die Bewältigung der psychischen Gesundheitsprobleme gab. Im Jahr 2000 gab es nach Angaben von Sotheara Chhim etwa 40 Ärzte und zehn ausgebildete Psychologen bei ca. acht Millionen Kambodschanern mit behandlungsbedürftigen psychischen Problemen. Er gründete und leitete die Transcultural Psychosocial Organization (TPO) in Kambodscha, für die er auch 2002 als Sachverständiger an den Ermittlungen des Rote-Khmer-Tribunals teilnahm. Chhim entwickelte das diagnostische Konzept des baksbat (dt.: gebrochener Mut), eines posttraumatischen Zustands der Angst, Passivität und Vermeidung, der damals als nuancierter und angemessener für die kambodschanischen Erfahrungen angesehen wurde als der Begriff der posttraumatischen Belastungsstörung, wie sie im ICD-10 definiert ist.
2022 berichtete Sotheara Chhim, dass Kambodscha immer noch ein Land sei, in dem die Bevölkerung einem hohen Risiko einer schlechten psychischen Gesundheit ausgesetzt sei. Ungefähr 40 % der Kambodschaner litten unter psychischen und psychologischen Problemen, mit einem hohen Grad an posttraumatischer Belastungsstörung (PTSD) und einer hohen Suizidrate. Jedes Jahr böte TPO Behandlungen für etwa 10.000 psychisch kranke Patienten durch direkte Beratung in Zentren und indirekt durch Schulungen und Peer-Healing an. Seit Gründung habe TPO insgesamt 240.000 Patienten behandelt. In Kambodscha könnten nur 2 % der Gesundheitszentren (18 von 967) ambulante psychiatrische Dienste bereitstellen, und für die 15 Millionen Einwohner stünden nur zwei stationäre psychiatrische Abteilungen mit 14 Betten zur Verfügung.

## Auszeichnungen
- 2012 Human Rights Award des Leitner Center an der Fordham University School of Law in New York City[1]
- 2017 Breaking the Chains of Stigma-Preis in Gent, Belgien[1]
- 2022 Ramon-Magsaysay-Preis. Das Kuratorium der Preis-Stiftung würdigte „seinen ruhigen Mut, mit dem er ein tiefes Trauma überwunden hat, um zum Heiler seines Volkes zu werden; seine transformative Arbeit inmitten großer Not und scheinbar unüberwindbarer Schwierigkeiten und, dass er gezeigt hat, dass die tägliche Hingabe an das Beste in seinem Beruf selbst eine Form von Größe sein kann.“[2]